# Блатненско княжество
Блатненското княжество, известно още като Панонско или Заддунавско княжество, (839/840 - 876 г.), е славянска държава в района на езерото Балатон (територията на съвременна Унгария), със столица Блатноград. Обхваща територията между река Драва на юг, Дунав на изток, Грац на запад и Веспрем на север.

## Състав
Княжеството се състои от няколко графства:
- Блатненско – между Веспрем и Драва
- Птуйско – при град Птуй
- Дудлебско – между Грац и Блатноград
- вероятно Етгарово – между Кесег и Клостернойбург

## История
Възниква около 839 година, когато Лудвиг II Немски подарява част от територията на Карантания на бившия нитрански княз Прибина, изгонен от Нитра от великоморавския княз Моймир I. През 847 година Прибина получава право на наследство на територията и Блатненското княжество е отделено от Карантания. Тогава Прибина основава новата столица Блатноград.
След смъртта на Прибина, княз става неговия син Коцел. По време на неговото управление княжеството израства като културен и интелектуален център на славяните. През 867 година Коцел приема в Блатноград Кирил и Методий, които обучават 50 ученика. През 70-те години Методий продължава просветителската си дейност на територията на княжеството и основава тук Панонско архиепископство. След смъртта на Коцел, княжеството отново става част от Карантания.
През 884 година, панонската част е завладяна от Великоморавия, а през 894 година става част от Източнофранкското кралство. През 896 година франките дават територията като лен на славянския княз Браслав, а в 901 година територията е завладяна от маджарите.